# Amolops longimanus
Amolops longimanus é uma espécie de anura da família Ranidae.
Pode ser encontrada nos seguintes países: Myanmar e possivelmente em China.